# Stade Romano
Le Stade Romano (en espagnol : Estadio Romano), auparavant connu sous le nom de Stade Romano José Fouto (en espagnol : Estadio Romano José Fouto) ou encore de Stade municipal de Mérida (en espagnol : Estadio Municipal de Mérida), est un stade de football espagnol situé dans la ville de Mérida, en Estrémadure.
Le stade, doté de 14 600 places et inauguré en 1953, sert d'enceinte à domicile à l'équipe de football de l'Asociación Deportiva Mérida.

## Histoire
Le stade ouvre ses portes en 1953 sous le nom de Estadio Municipal de Mérida. Il peut alors accueillir à l'époque 8 000 spectateurs. Il est inauguré le 24 mai 1953 et dispose à l'époque d'une piste d'athlétisme.
Il est entièrement rénové en 1995 (la piste d'athlétisme est supprimée, deux tribunes couvertes sont construites, et l'éclairage, la pelouse et la sécurité sont également améliorées) à la suite de l'accession du CP Mérida en Liga. Le match d'inauguration a lieu le 3 septembre 1995 lors d'un match nul 1-1 entre les locaux du CP Mérida et le Real Betis, comptant pour la 1re journée du championnat.
Le record d'affluence au stade est de 18 000 spectateurs lors d'un match nul 2-2 entre le CP Mérida et le Real Madrid le 7 janvier 1996 (record de la région, beaucoup de spectateurs ayant dû regarder la rencontre debout, tous les sièges n'ayant pas été installés).
En septembre 1997, il est rebaptisé en Estadio Romano José Fouto, d'après José Fouto Carvajal, le président d'alors du CP Mérida, ayant emmené le club de la troisième à la première division espagnole. Après la disparition de l'équipe en 2000 , le stade retrouve son nom d'origine.
Le 9 septembre 2009, dans le cadre d'un match de qualifications pour la coupe du monde 2010, l'équipe d'Espagne s'impose 3-0 au stade Romano sur l'Estonie (le stade est rénové juste avant le match, et la capacité d'accueil est augmentée à 14 600 places). Le maire de Mérida, Ángel Calle, déclare alors: 

« Nous voulons utiliser le match de l'Estonie pour promouvoir Mérida et l'Estrémadure, nous accueilleront les joueurs comme s'ils étaient des gladiateurs du xxie siècle »

Le 2 juin 2018, le stade accueille la finale de la coupe d'Espagne féminine, qui voit le FC Barcelone s'imposer 1-0 contre l'Atlético Madrid devant 12 500 spectateurs.

## Événements
- 2018: Finale de la coupe d'Espagne féminine de football (FC Barcelone-Atlético Madrid)

### Matchs internationaux de football
| Date             | Compétition                  | Équipes                                   | Score | Affluence |
| ---------------- | ---------------------------- | ----------------------------------------- | ----- | --------- |
| 31 mai 1989      | Qualifs. Euro espoirs 1990   | Espagne espoirs — Chypre espoirs          | 1-0   | 8 000     |
| 1991             | Qualifs. Euro espoirs 1992   | Espagne espoirs — Tchécoslovaquie espoirs | 1-1   | 8 000     |
| 9 septembre 2009 | Qualifs. coupe du monde 2010 | Espagne — Estonie                         | 3-0   | 14 362    |

## Galerie

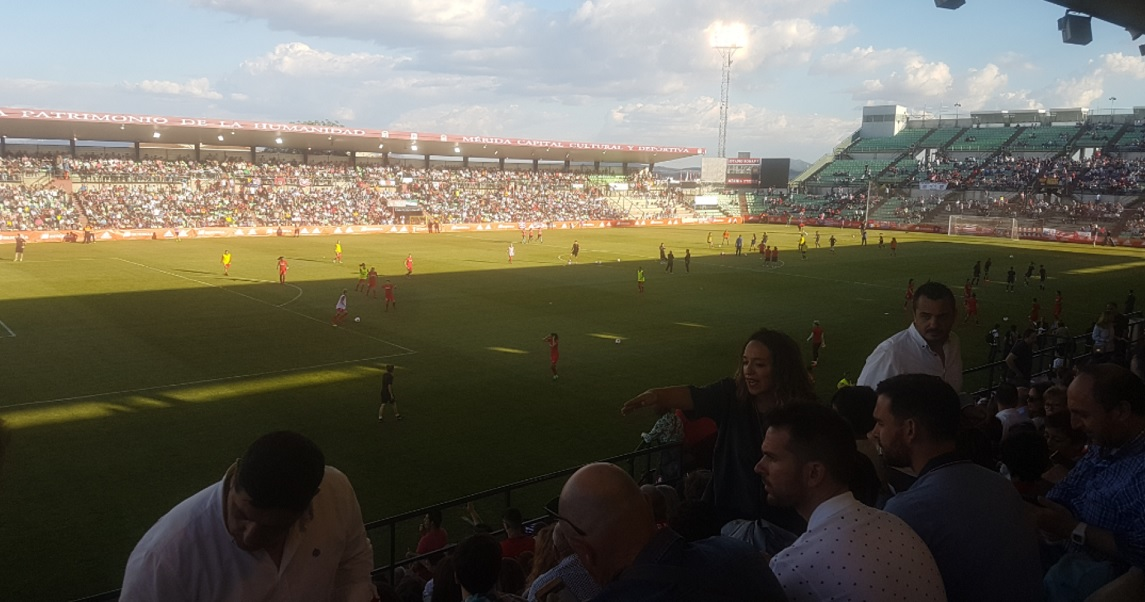
Finale de la coupe d'Espagne féminine en 2018